# Metacatharsius tricarenatus
Metacatharsius tricarenatus är en skalbaggsart som beskrevs av Ferreira 1964. Metacatharsius tricarenatus ingår i släktet Metacatharsius och familjen bladhorningar. Inga underarter finns listade i Catalogue of Life.